# بلوک سیمانی

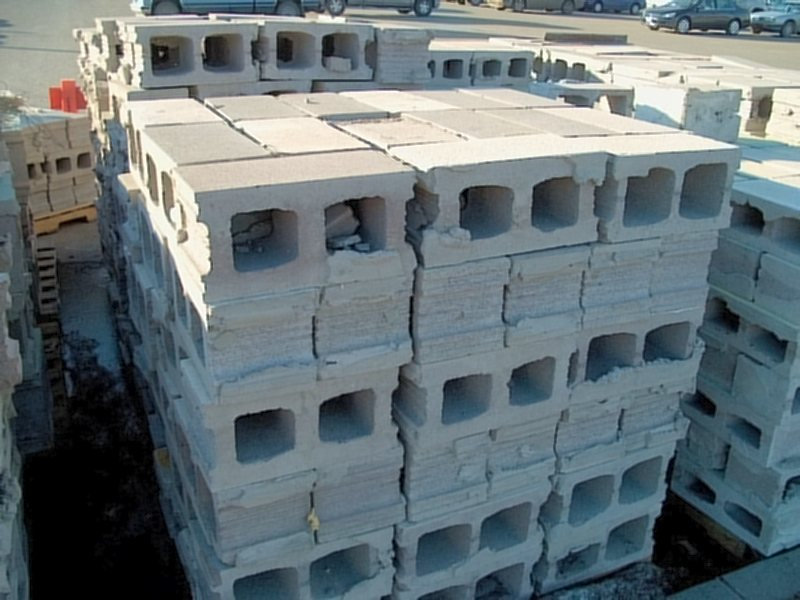
نمایی از بلوک‌های سیمانی سنگین

بلوک سیمانی و سبک به قطعاتی گفته می‌شوند که معمولاً برای ساخت ساختمان‌ها یا دیوارها یا سقف‌ها کاربر دارند. بلوک‌های سیمانی و سبک استاندارد در اندازه‌ها و ابعاد و با مصالح متفاوتی بسته به نیاز ساخته می‌شوند البته در سال‌های اخیر آنها را در اندازه‌های استاندارد با ضخامت‌های استاندارد می‌سازند.

## مصالح ساخت
در ساخت این بلوک ساختمانی از سیمان پورتلند، شن، ماسه، آب به روش ریخته‌گری استفاده می‌شود و به کارگاه‌هایی که این نوع بلوک‌ها را تولید می‌کنند در اصطلاح عامه بلوک‌زنی گفته می‌شود.امروزه به منظور سبک سازی ساختمانها،محققان و مهندسان فن تلاش میکنند تا با بهره گیری از مواد اولیه سبک از قبیل پوکه معدنی ،مواد بازیافتی پارچه و چوب و حتی زباله های پلاستیکهای ،بتوانند تغییرات محسوسی در صنعت ساختمان انجام دهند.

## کاربردهای رایج
بلوک‌های سیمانی معمولاً به دو دستهٔ سنگین و سبک طبقه‌بندی می‌شوند.
- بلوک‌های سنگین:این بلوک‌ها از نظر ابعاد نسبت به بلوک‌های سبک بزرگتر هستند و ضخامت آنها بیشتر است و برای استفاده در سازه بنایی یا ساخت دیوارهای محوطه کاربرد دارند.
- بلوک‌های سبک: این بلوک‌ها در سقف‌های تیرچه بلوک کاربرد دارند و ریزدانه‌های مورد استفاده در آنها نسبت به بلوک‌های سنگین کمی تفاوت دارد و از نظر وزن سبک تر هستند.

## مزایا بلوک سبک سیمانی
از مزایای این بلوک‌ها
- وزن کم (سبکی): این بلوک ها در سازهای مختلف و با وزن های استاندارد و سبک ساخته می شوند.
- عایق حرارتی
- عایق صوتی: در نتیجه های بخش آکوستیک مرکز تحقیقات راه، مسکن و شهرسازی میزان کاهش صوت در بلوک های سه جداره سایز 15 به مقدار 48 db می باشد.
- مقاومت فشاری بالا
- کارپذیری با انواع ملات ها: بلوک سبک سیمانی استاندارد به علت دارا بودن سطح زبر و خشن، انواع اندودهای متداول همانند ماسه سیمان، گچ و خاک را به خود جذب نموده و با ضخامت کم تر قابل اجرا می باشد.
- سهولت در اجرا: بلوک سبک سیمانی استاندارد به دلیل پوسته بتنی خود ویژگی هایی نظیر سوراخ کاری، شیار زنی، برش به راحتی بوده و کم ترین پرت و دور ریز را داراست.[۱]
- تنوع در اشکال
- سرعت دیوار چینی و ساخت سازه بنایی با آنها بسیار بیشتر از آجر یا قطعات کوچک‌تر مشابه است.
- از نظر قیمت ساخت نهایی نسبت به دیوارهای آجری کمی ارزان قیمت‌تر هستند.

## معایب
- در مقابل رطوبت دوام کمی دارند.
- میزان ضایعات آنها در زمان حمل و نقل و ساخت دیوارها یا سقف‌ها زیاد است.
- استحکام کمی در ارتفاع بالای 3 متر دارند.

## خصوصیات یک بلوک استاندارد
ابعاد
اندازه اسمی بلوک سیمانی توخالی به سانتی‌متر طبق استاندارد مصالح ساختمانی ایران ISIRI 70-1 به شرح زیر است:
| بلندی | پهنا | درازا |                                |
| ۳۰    | ۲۰   | ۴۰    |                                |
| ۲۵    | ۲۰   | ۴۰    |                                |
| ۲۰    | ۲۰   | ۴۰    | متداول‌ترین نوع برای دیوار چینی |
| ۱۵    | ۲۰   | ۴۰    |                                |
| ۱۰    | ۲۰   | ۴۰    |                                |

مقاومت فشاری
طبق استاندارد مصالح ساختمانی ایران ISIRI 70-1 مقاومت فشاری یک بلوک باربر بین ۱۲۰-۱۴۰ کیلوگرم بر سانتی‌متر مربع و بلوک غیربابر ۳۵ کیلوگرم بر سانتی‌متر مربع است که حداکثر جذب آب در بلوک بابر معادل با ۲۰۸ کیلوگرم بر مترمکعب است.
وزن مخصوص
وزن مخصوص بلوک ردهٔ ۲/۲ باربر ۲۰۰۰ تا ۲۲۰۰ کیلوگرم بر مترمکعب و بلوک بابر ردهٔ ۴/۲ باربر ۲۲۰۰ تا ۲۴۰۰ کیلوگرم بر مترمکعب است و در صورتی که وزن مخصوص بلوک از ۲۰۰۰ کیلوگرم بر مترمکعب کمتر باشد آن را در دستهٔ بلوک غیرباربر سبک دسته‌بندی می‌کنند.

## آجر بهتر است یا بلوک سیمانی
پاسخ به این پرسش به نوع آجر (آجر فشاری، آجر سفالی، آجر ماشینی و ...) یا بلوک سیمانی (بلوک سیمانی سنگین و بلوک سبک سیمانی) و محل استفاده آن دارد.
- برای ساختمان یک طبقه: برای ساختمان های یک طبقه به جهت اهمیت کمتر وزن ساختمان، استفاده بلوک سیمانی معمولی و آجر ماشینی کفایت می نماید. این محصولات قیمت پایینی داشته ولی وزن بالایی دارند.
- برای ساختمان های بلند: به دلیل افزایش وزن در ساختمان های بلند نمی توان از آجر یا بلوک سیمانی معمولی استفاده نمود زیرا این مصالح سنگین می باشد و حتماً باید از بلوک سبک سیمانی جهت ساخت ساختمان های بلند استفاده شود.
- برای ساخت پی ساختمان: عموماً از آجر فشاری برای ساخت پی ساختمان استفاده می شود. این آجر  استحکام بالایی داشته و قیمت آن نسبت به سایر انواع آجرها پایین تر می باشد. وزن سنگینی این آجر باعث شده کمتر در ساخت دیوار از آن استفاده شود. البته از آن برای ساخت دیوارهای باربر نیز استفاده می شود.
- برای جلوگیری از ورود صدا به ساختمان: یکی از بهترین راهکارها برای جلوگیری از ورود صداهای بیرون از ساختمان استفاده از بلوک سبک سیمانی است. این بلوک ها می توانند تا 56 دسی بل از صدای محیط را کم کنند در حالی که آجر میزان کمتری از صدا را به خود جذب می نماید. [۳]